# مصرف المتوسط
تأسس مصرف المتوسط عام 1997 تحت أسم مصرف بنغازي الأهلي وباشر تقديم أعماله للجمهور بتاريخ 24/03/1997 ف وقد بدء أعماله من خلال فرع واحد يوجد بمدينة بنغازي برأس مال 900000 د.ل مدفوعة بالكامل والتي تمثل ثلاثة أعشار رأس ماله المكتتب فيه ـ.3000000 د.ل «فقط ثلاثة ملايين دينار» حسب عقد تأسيسه ونظامه الأساسي والجدير بالذكر في هذا المقام أن المصرف قد قام بتوزيع الأرباح على المساهمين ومنذ أول ميزانية والتي كانت بتاريخ 31/12/1998 ف
وعند صدور القانون رقم (1) لسنة 2005 وتلبية لمتطلبات بنود هذا القانون قام بتغير اسمه إلى مصرف المتوسط ورفع رأس المال المصرح به إلى ـ.33333000 د.ل وتم فتح باب المساهمة في رأس مال المصرف والذي لاقى إقبال جيد من المواطنين حيث بلغ حجــم رأس المال في 31/12/2005 ف مبلغ ـ.3000000 د.ل وفي 31/12/2006 مبلغ ـ.8381386 د.ل
وفي 31/12/2007 ف مبلغ ـ.12058976 د.ل مما يؤكد وبالأرقام المكانة الجيدة لمصرفنا في السوق الليبي ومع نهاية عام 2006 وتحديداً 03/12/2006 ف .
تم افتتاح فرع طرابلس وهو أول فرع للمصرف خارج مدينة بنغازي وكذلك جاري العمل حالياً على فتح فرع آخر بمدينة طرابلس وفرع بمدينة مصراته وفرع ثاني بمدينة بنغازي وكل هذه الفروع تم شراء مقار لها وهي تحت التحوير والتجهيز ومن المتوقع بأذن الله تعالى أن يبدأ العمل بها جميعاً قريبا
- مصرف الوحدة
- مصرف ليبيا المركزي
- اقتصاد ليبيا

## وصلات خارجية
- موقع بنك المتوسط